# Francisco López Chicheri
Francisco López Chicheri (Cehegín, 4 de octubre de 1845 – Madrid, 31 de julio de 1910) fue un político español de finales del siglo XIX y principios del XX.

## Biografía
Hijo de Juan Pascual López Urrea, alcalde de Cehegín entre el 1 de enero de 1852 y el 30 de julio de 1854 y de Gregoria Chicheri Suárez.
Dado que su esposa, Josefa Ruíz Suárez, era oriunda de Nerpio en la provincia de Albacete trasladó su residencia allí y su carrera política se desarrolló principalmente a través de dicha provincia, si bien su influencia también se dejó notar en el Noroeste de la actual Región de Murcia de donde era originario. Fue militante conservador, canovista, y  amigo de Cánovas del Castillo. Tuvo dos hijos, José Ubaldo y Purificación.
Fue gobernador civil de la provincia de Murcia, elegido como diputado a Cortes por el distrito electoral de Hellín-Yeste en los años 1879, 1884, 1905 y 1910 y por el distrito de Alcaraz en 1891 y senador por la provincia de Albacete en las legislaturas de 1889-1890, 1903-1904, y 1907-1908
El 9 de agosto de 1910 el pleno del Ayuntamiento de Cehegín le dedicó en su honor el nombre a una parte de la entonces Calle Mayor comprendida entre el final de la Cuesta del Parador y la Plaza del Mesoncico. Dicha denominación continúa en la actualidad.